# Cornelius Pasichny
Cornelius John Pasichny (né le 27 mars 1927 à Winnipeg au Manitoba et décédé le 30 janvier 2014) est un prélat canadien de l'Église grecque-catholique ukrainienne. Il fut éparque de l'éparchie de Toronto en Ontario de 1996 à 2003 et éparque de l'éparchie de Saskatoon en Saskatchewan de 1995 à 1996. Il était membre de l'Ordre basilien de saint Josaphat.

## Biographie
Cornelius John Pasichny est né le 27 mars 1927 à Winnipeg au Manitoba. Il rejoignit l'ordre basilien de saint Josaphat à l'âge de 15 ans. Il prononça ses vœux solonnels le 31 octobre 1948. Il étudia la philosophie et la théologie au Canada et à l'université pontificale grégorienne de Rome. Il fut ordonné prêtre le 5 juillet 1953 par l'archevêque Ivan Buchko pour l'ordre basilien de saint Josaphat. Il continua ses études et obtint une licence en philosophie de l'université pontificale grégorienne l'année suivante.
Le 6 novembre 1995, il fut nommé éparque de l'éparchie de Saskatoon de l'Église grecque-catholique ukrainienne en Saskatchewan. Il fut consacré évêque le 6 novembre de la même année par Mgr Michael Bzdel, archevêque de Winnipeg (ukrainienne). Le 1er juillet 1998, il fut nommé éparque de l'éparchie de Toronto en Ontario, fonction qu'il occupa jusqu'à sa démission le 3 mai 2003. Il décéda le 30 janvier 2014.